# جنبش حقیقت یازده سپتامبر

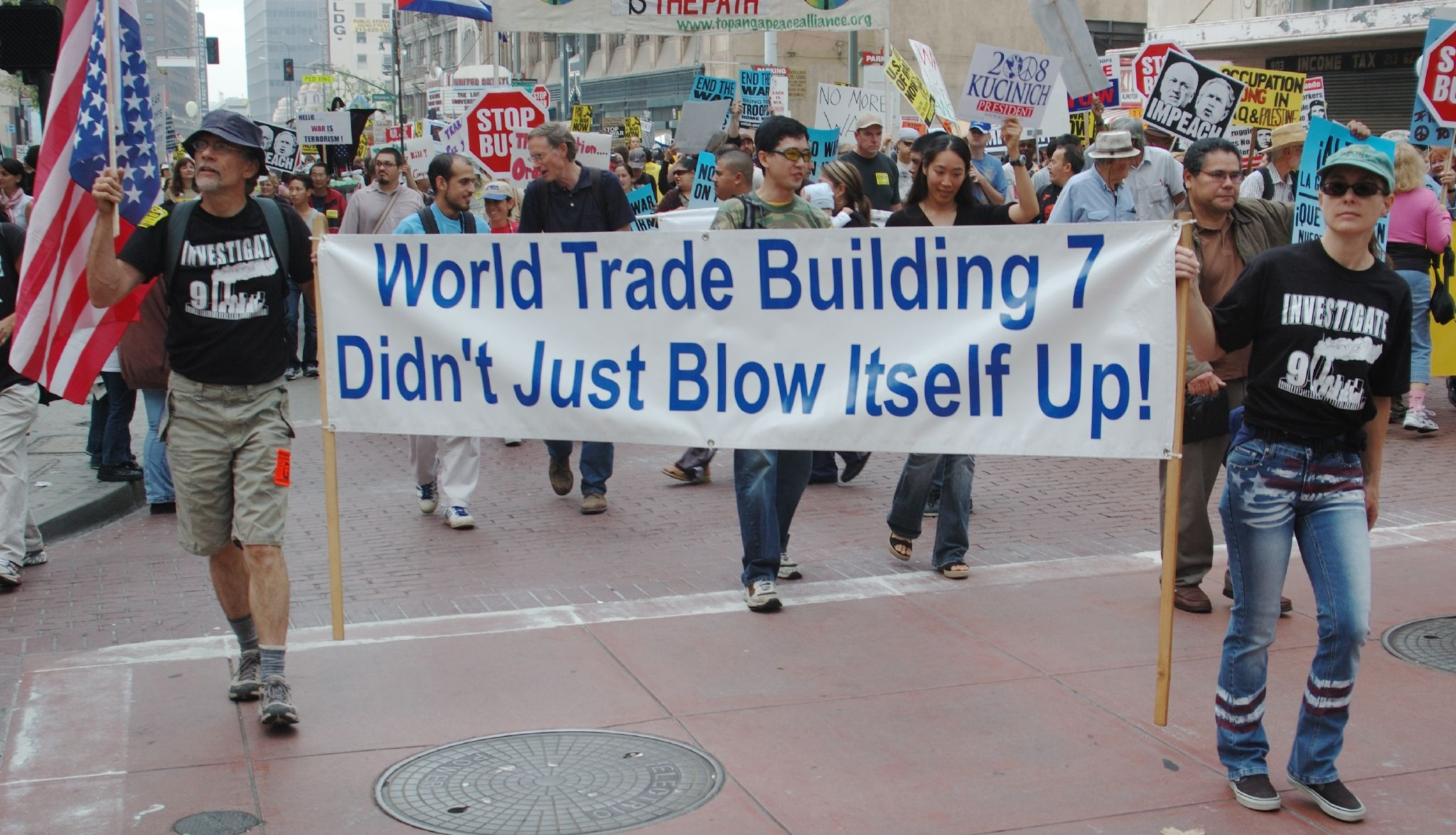
حامیان جنبش حقیقت ۱۱ سپتامبر در تظاهرات ضد جنگ در لس آنجلس، اکتبر ۲۰۰۷

جنبش حقیقت ۱۱ سپتامبر از نظریه توطئه ای پشتیبانی می‌کند که اجماع عمومی در خصوص حملات ۱۱ سپتامبر ۲۰۰۱ مبنی بر اینکه تروریست‌های القاعده چهار هواپیمای مسافربری را ربوده و به پنتاگون و برجهای دوقلوی اولیه تجارت جهانی کوبیدند، که در  نتیجه آن این برج‌ها فرو ریختند را رد می‌کند. تمرکز اصلی آن بر اطلاعات از دست رفته‌ای است که طرفداران این جنبش ادعا می‌کنند در گزارش رسمی موسسه ملی استانداردها و فناوری (NIST) به‌طور کافی توضیح داده نشده مانند فروریختن ۷ مرکز تجارت جهانی. آنها دلیل این را سرپوش گذاشتن و دست کم همدستی خودی‌ها می‌دانند.
آنها شواهد حملات را تجزیه و تحلیل می‌کنند، نظریه‌های مختلف در مورد نحوه وقوع حملات را مورد بحث قرار می‌دهند و خواستار تحقیقات جدیدی در مورد این حملات می‌شوند. برخی از سازمانها اظهار می‌کنند که شواهدی وجود دارد مبنی بر اینکه افرادی داخل دولت ایالات متحده ممکن است مسئول حملات یازدهم سپتامبر یا آگاهانه شریک آنها باشند. انگیزه‌هایی که جنبش به این افراد منتسب می‌کند شامل استفاده از حملات به عنوان بهانه ای برای جنگ در عراق و افغانستان و ایجاد فرصت‌هایی برای محدود کردن آزادی‌های مدنی آمریکا است. حمایت از این جنبش از سوی متخصصان در زمینه‌های مرتبط مانند مهندسی عمران و هوافضا اندک است.

## مشخصات

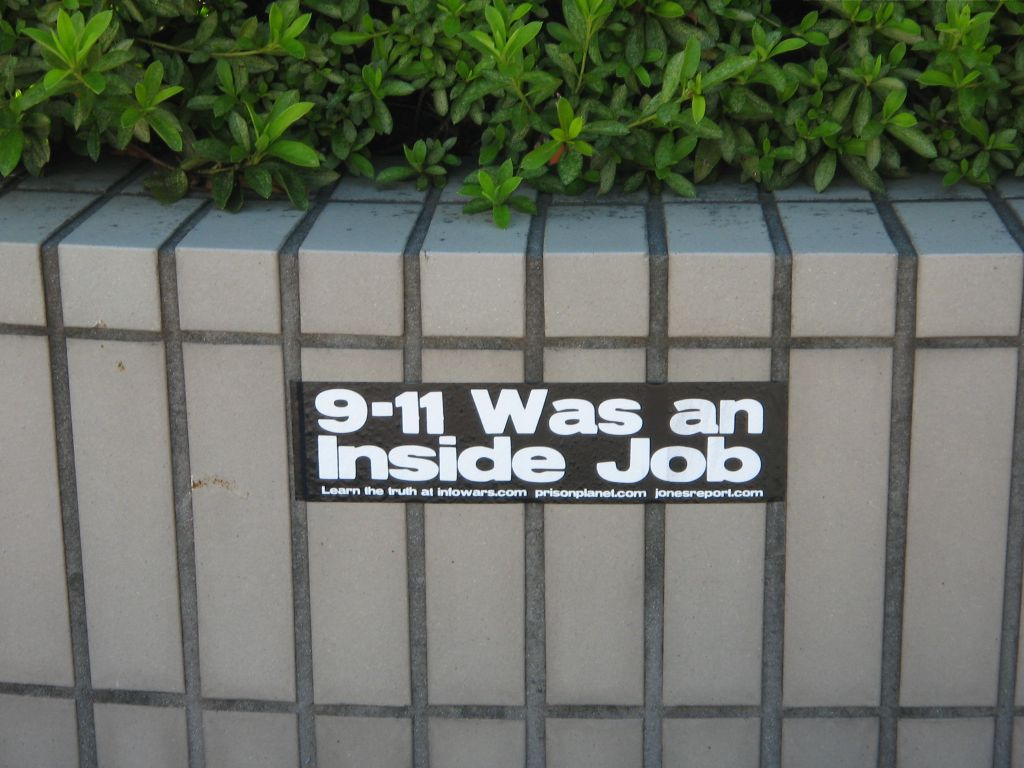
برچسب جنبش حقیقت

### طرفداران
طرفداران جنبش حقیقت ۱۱ سپتامبر از پیش زمینه‌های مختلف اجتماعی برخاسته اند. هواداران این جنبش از افراد دارای عقاید سیاسی مختلف از جمله لیبرال‌ها، محافظه کاران و لیبرترینیسم هستند.

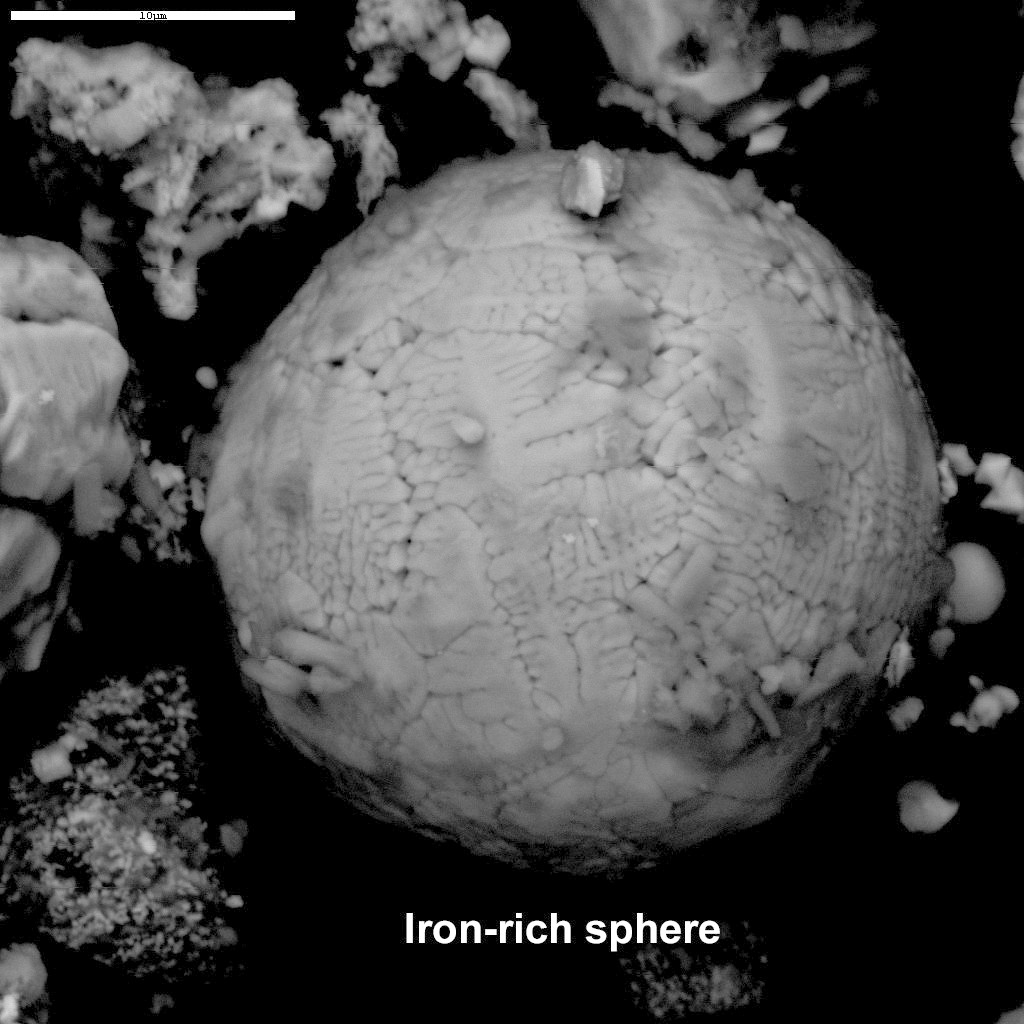
یک کره پر از آهن، که در گرد و غبار مرکز تجارت جهانی یافت شده‌است، همان‌طور که توسط سازمان زمین‌شناسی ایالات متحده و RJ LeeGroup, Inc مستندنگاری شده‌است. گزارش RJ Lee بیان می‌کند که کره‌ها نشان دهنده آهن مذاب هستند. اعضای جنبش حقیقت ۱۱ سپتامبر ادعا می‌کنند که کره‌ها نشان دهنده وجود دمای بسیار گرمتر از آتش‌سوزی ادارات یا وجود واکنش‌های حرارتی است. با این حال، چنین کره‌هایی در مواقعی که ذرات آهن تحت تأثیر آتش‌سوزی‌های معمولی سوخت قرار می‌گیرند مشاهده شده‌اند.